# Лядова (Могилёв-Подольский район)
Лядова (укр. Лядова, пол. Ladawa) — село в Могилёв-Подольском районе Винницкой области Украины.

## История
Население по переписи 2001 года составляло 805 человек.

## Адрес местного совета
24024, Винницкая область, Могилёв-Подольский р-н, с. Ярышев, ул. Ленина, 19

## Достопримечательности
На левом берегу Днестра недалеко от с. Лядова расположен Лядовский скальный монастырь.